# Remartinia
Genre
Remartinia est un genre de libellules de la famille des Æshnidae (sous-ordre des Anisoptères). 

## Liste d'espèces
Selon ITIS (30 août 2020) :
- Remartinia luteipennis (Burmeister, 1839)
- Remartinia restricta Carvalho, 1992
- Remartinia rufipennis (Kennedy, 1941)
- Remartinia secreta (Calvert, 1952)